# Polyosma bracteolata
Polyosma bracteolata är en tvåhjärtbladig växtart som beskrevs av William Grant Craib. Polyosma bracteolata ingår i släktet Polyosma och familjen Escalloniaceae. Inga underarter finns listade i Catalogue of Life.